# Thlaspideae
Thlaspideae, tribus bilja iz porodice krstašica. Sastoji se od 13 rodova, od kojih je tipičan čestika (Thlaspi).

## Rodovi
1. Alliaria Heist. ex Fabr.
2. Didymophysa Boiss.
3. Graellsia Boiss.
4. Lysakia Esmailbegi & Al-Shehbaz
5. Mummenhoffia Esmailbegi & Al-Shehbaz
6. Pachyphragma (DC.) Rchb.
7. Parlatoria Boiss.
8. Peltaria Jacq.
9. Peltariopsis N.Busch
10. Pseudocamelina N.Busch
11. Pseudovesicaria (Boiss.) Rupr.
12. Sobolewskia M.Bieb.
13. Thlaspi L.